# Giveon
Giveon Dezmann Evans (Long Beach, Kalifornija, SAD, 21. veljače 1995.), poznatiji pod mononinom Giveon (stilizirano kao GIVĒON), američki je pjevač. Svoju profesionalnu karijeru započeo je u kolovozu 2018. kada je samostalno objavio singl "Garden Kisses", da bi svjetsku popularnost stekao po suradnji sa Drakeom na pjesmi "Chicago Freestyle" s albuma Dark Lane Demo Tapes objavljenog u ožujku 2020. Iste godine izdao je dva EP-ja, Take Time i When It's All Said and Done, a prvi je bio nominiran za nagradu Grammy za najbolji R&B album, dok je drugi dosegnuo Top 10 na američkoj ljestvici najboljih R&B albuma. Njegov drugi singl iz EP-ja Take Time, pod nazivom "Heartbreak Anniversary", dosegnuo je Top 40 u Sjedinjenim Državama i dobio platinasti certifikat RIAA-e. Uz Daniela Caesara gostovao je na singlu Justina Biebera, "Peaches", koji je debitirao na prvom mjestu Billboard Global 200 i američke Billboard Hot 100 ljestvice. Godine 2022. objavio je svoj debitantski studijski album Give or Take.

## Glazbeni stil i utjecaji
Giveon je poznat kao bariton. Inspiriran je jazz glazbom iz 1960-ih i 1970-ih godina. Kao neke od svojih najvećih utjecaja navodi Franka Sinatru, Franka Oceana, Drakea, Adele i Samphu.

## Diskografija

#### Studijski albumi
- Give or Take (2022.)